# Frans Proost
Frans ou François Proost, né à Anvers le 20 décembre 1866 et mort à Kappelen, le 15 juin 1941, est un peintre, un dessinateur, graveur et un affichiste belge.

## Biographie

### Famille
Frans (François Pierre Alexandre) Proost, né à Anvers le 20 décembre 1866, est le fils de Thomas Jean François Proost (1828), marchand, et de Catherine Jeanne De Wever (1843). Frans Proost épouse Anna Engelen (1856-1935).

### Formation
Frans Proost est étudiant à l'Académie royale des beaux-arts d'Anvers, où il bénéficie de l'enseignement dispensé par Charles Verlat.

### Carrière
En 1886, Frans Proost prend part, sans obtenir la palme, au Prix de Rome belge en peinture, le sujet imposé étant Diagoras porté en triomphe par ses fils, vainqueurs des Jeux olympiques de la Grèce ancienne.
Il devient membre du cercle Als ik Kan en 1888 et expose dans ce cadre. Il est également membre effectif de la Société des Aquafortistes belges. Le peintre envoie dès 1886 ses œuvres à de nombreux salons triennaux, au Salon des artistes français de 1889 (Coup de grâce, intérieur flamand) et à l'Exposition de Bordeaux de 1895 (Intérieur villageois).
Le 15 juin 1941 Frans Proost meurt, à l'âge de 74 ans, à Kapellen.

## Œuvre

### Caractéristiques

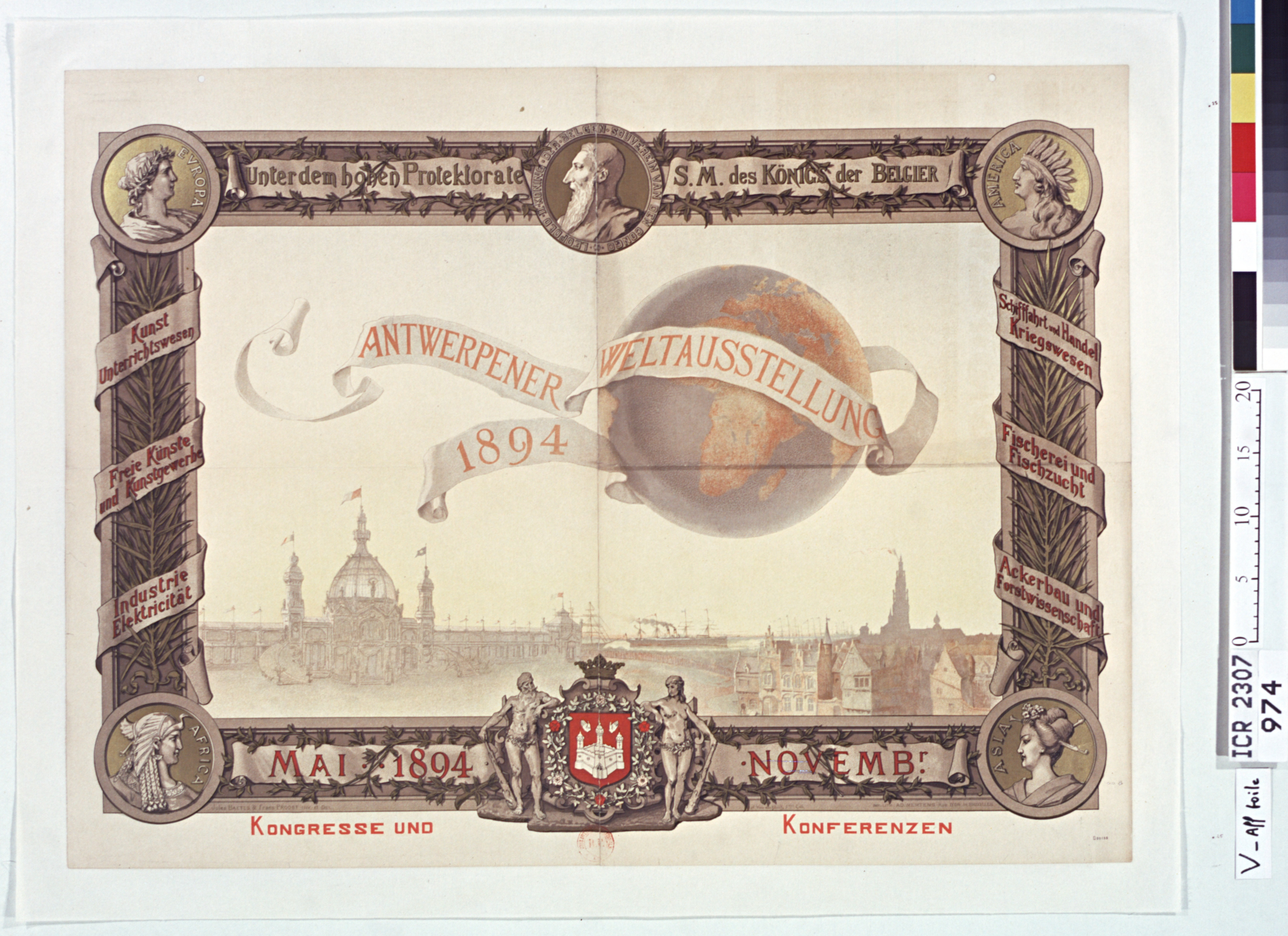
Affiche de l'Exposition universelle de 1894, par Jules Baetes et Frans Proost.

Son champ pictural varié couvre les paysages, parfois étoffés de représentations animalières, les marines, les intérieurs, les scènes de genre, les portraits et les natures mortes florales. Il s'exprime par la peinture, l'aquarelle et le dessin. 
Il dessine également des affiches, telles celle pour l'Exposition universelle de 1894 à Anvers, avec Ancre couronnée, qu'il réalise avec Jules Baetes, et pour laquelle les deux artistes obtiennent le premier prix du concours, assorti d'une prime de 300 francs.

### Réception critique
Lors du Salon de Bruxelles de 1907, lorsque Frans Proost expose Le Laboureur, le critique Sander Pierron,  écrit : 

« Le cheval blanc que conduit Le Laboureur de Frans Proost a du caractère et de l'impétuosité, sa marche pesante est observée et on a conscience de la force de cet animal tirant le soc à travers le sol gras du Brabant. »

### Expositions triennales belges
- Salon de Gand de 1886 (XXXIIIe) : Intérieur[8].
- Salon de Bruxelles de 1887 : Portrait[9].
- Salon d'Anvers de 1888 : En troisième classe et Trieuses de café, pendant le repos[10].
- Salon de Gand (XXXIVe) de 1889 : Le Coup de grâce et La Cigale et la fourmi[11].
- Salon d'Anvers de 1891 : Chez grand-mère et Séchage du lin, Flandre Orientale[12].
- Salon de Bruxelles de 1893 : À l'écart, Vers le soir (peintures) et L'Enfant au chien (pastel)[13].
- Exposition universelle de 1894 à Anvers : En première classe et Visite à la grand-mère[14].
- Salon de Gand (XXXVIe) de 1895 : La Chanson du XVIIe siècle[15].
- Salon d'Anvers de 1898 : La Chanson du XVIIe siècle et Intérieur - Hingene[16].
- Salon de Gand (XXXVIIe) de 1899 : Digue à Weert et Bénédicité[17].
- Salon de Bruxelles de 1900 : Coin ensoleillé, Intérieur (Campine) et Paysage[18].
- Salon de Bruxelles de 1903 : Maison solitaire[19].
- Salon de Bruxelles de 1907 : Laboureur[20].

### Galerie de gravures conservées au Rijksmuseum

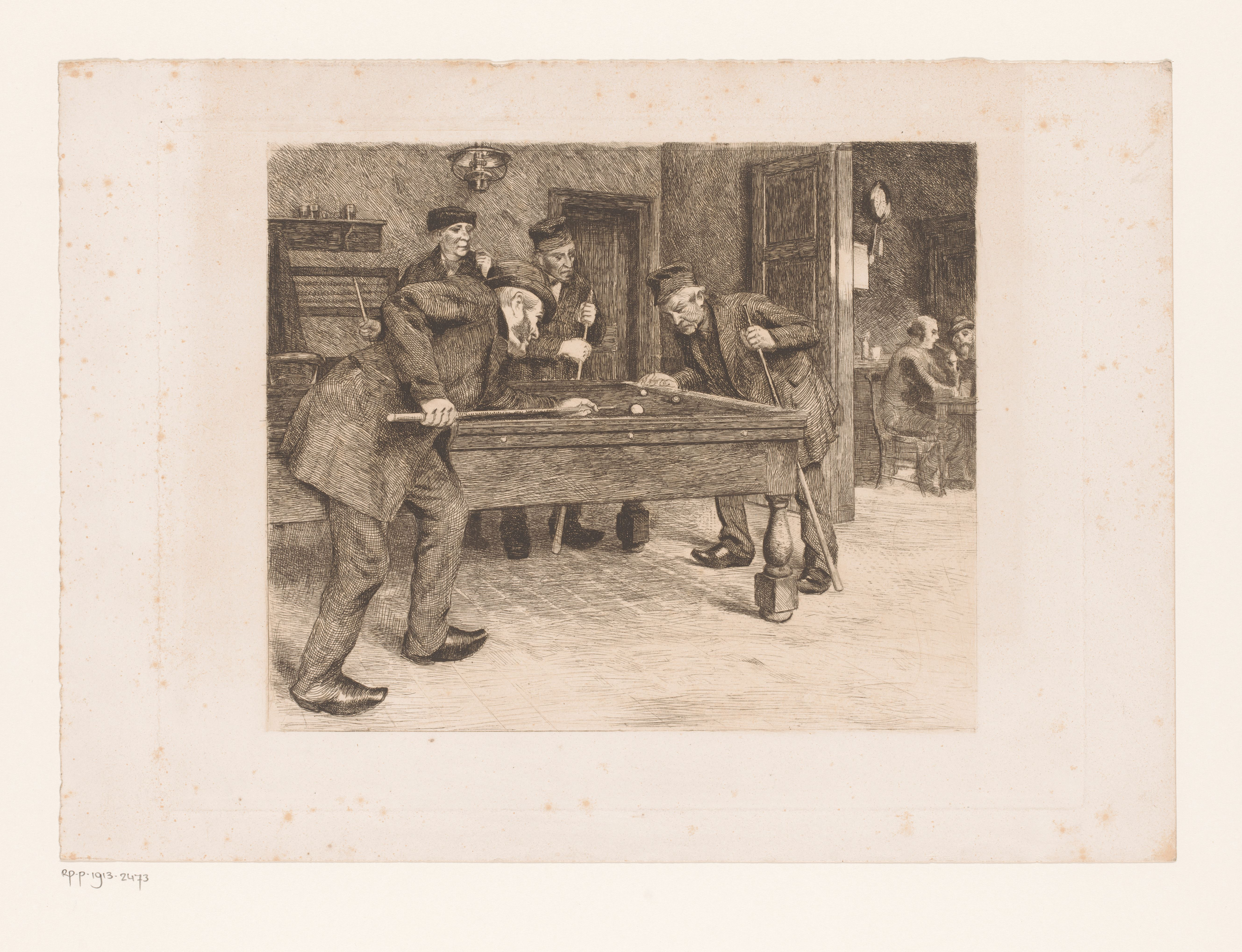
Joueurs de billard dans un café.
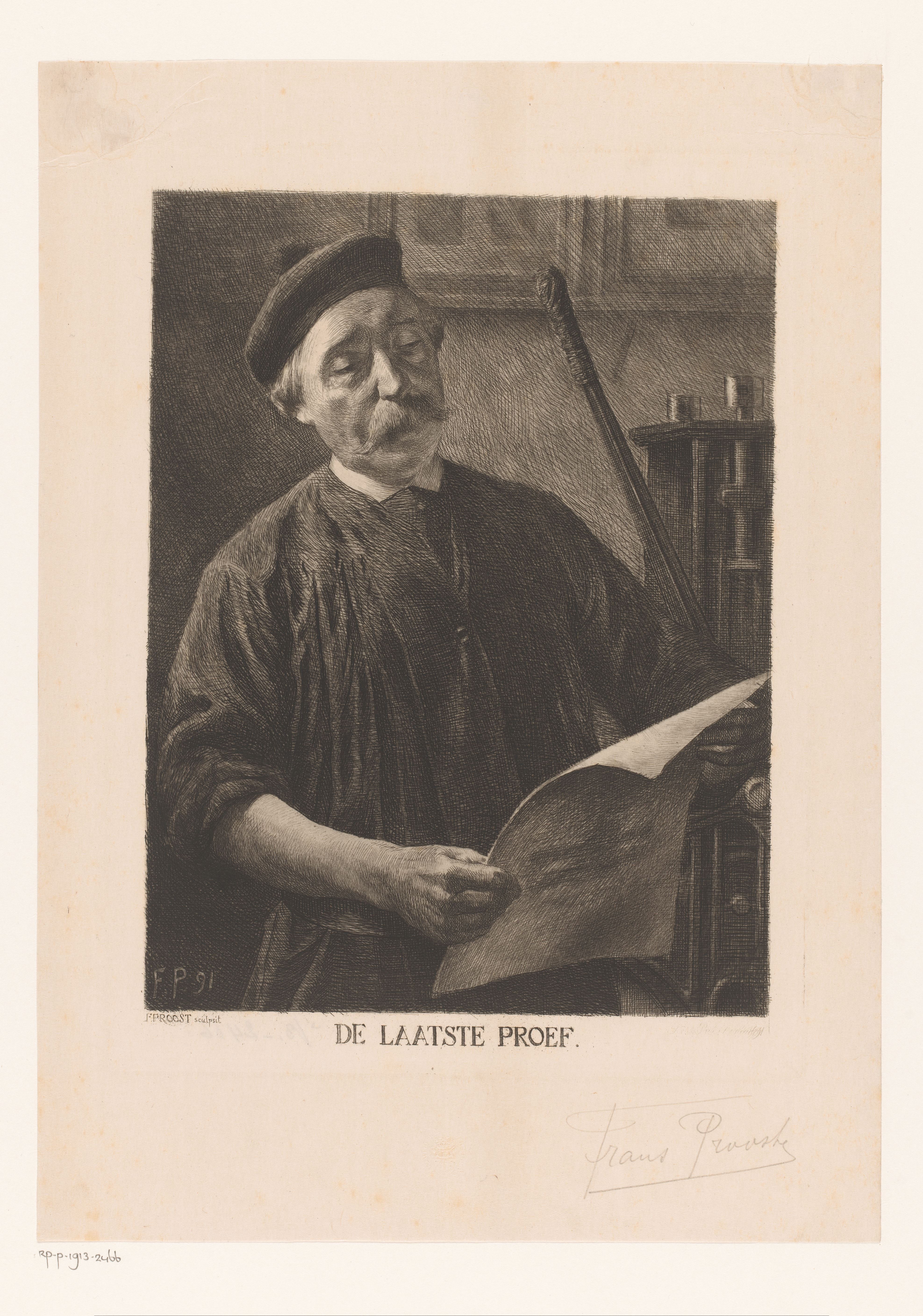
La Dernière épreuve (1891).
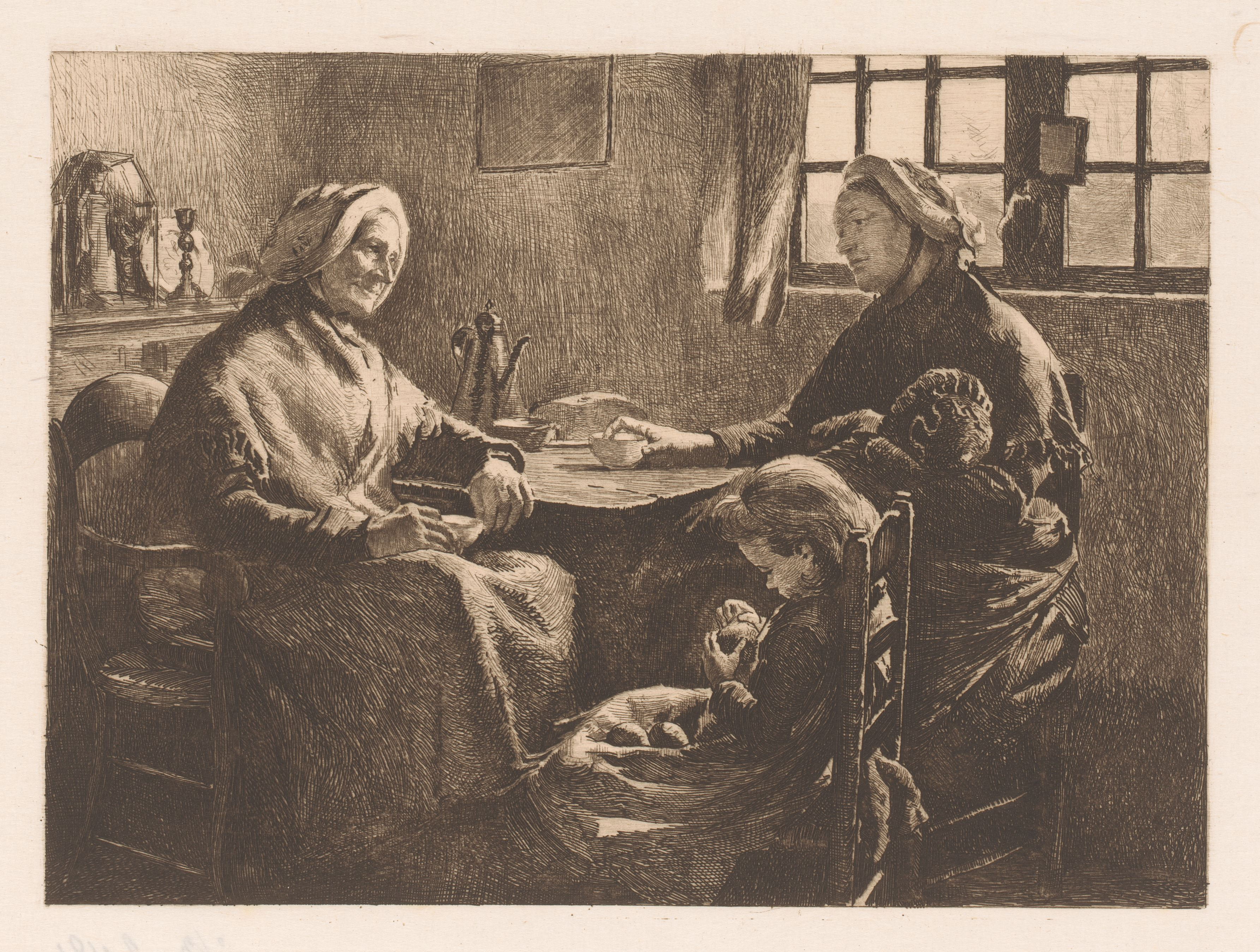
La Visite à la grand-mère.
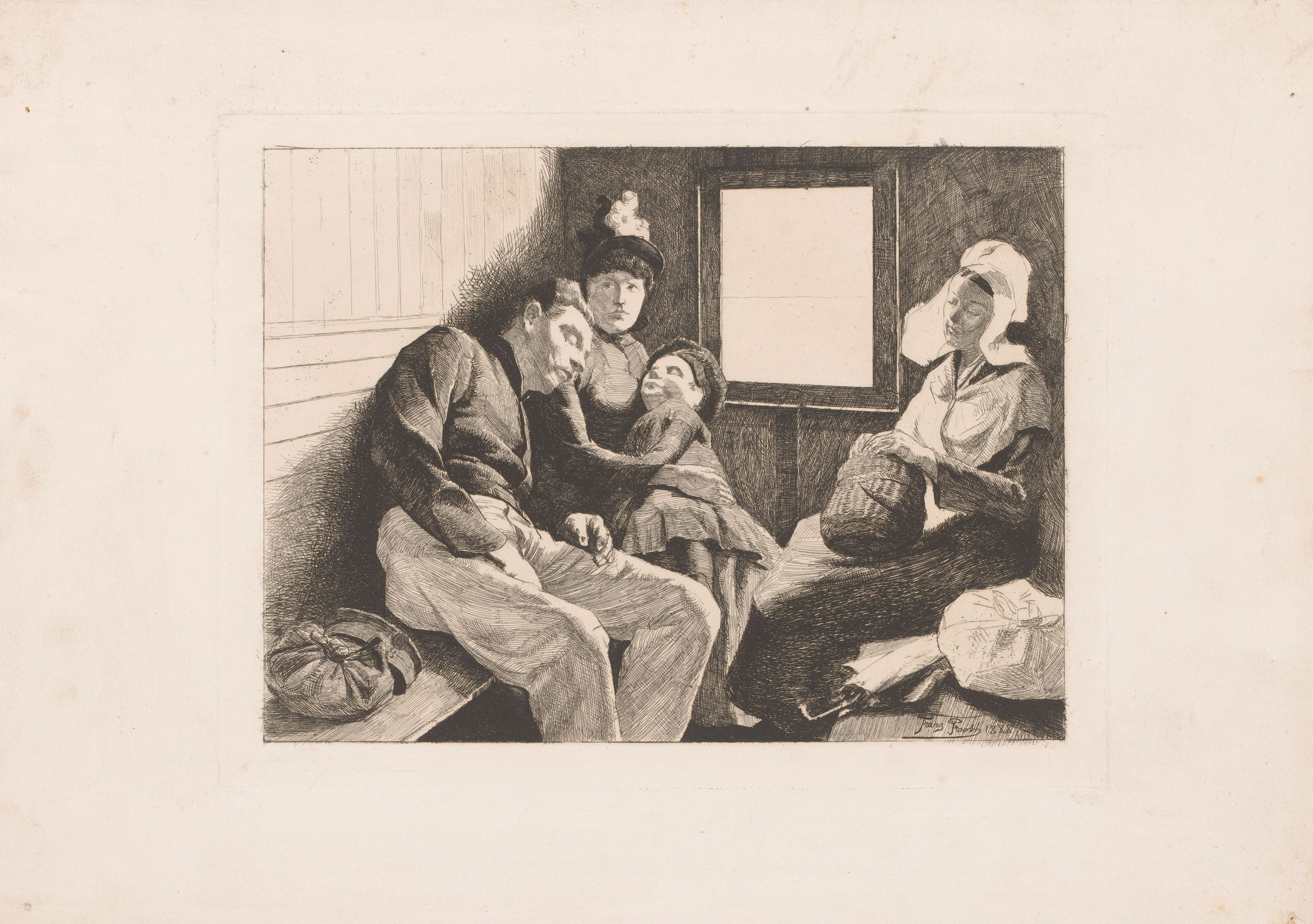
En troisième classe (1888).